# Hypolytrum rigens
Hypolytrum rigens är en halvgräsart som beskrevs av Christian Gottfried Daniel Nees von Esenbeck. Hypolytrum rigens ingår i släktet Hypolytrum och familjen halvgräs. Inga underarter finns listade i Catalogue of Life.